# Xã Silver Lake, Quận Hutchinson, Nam Dakota
Xã Silver Lake (tiếng Anh: Silver Lake Township) là một xã thuộc quận Hutchinson, tiểu bang Nam Dakota, Hoa Kỳ. Năm 2010, dân số của xã này là 115 người.